# Tuberoschistura
Tuberoschistura és un gènere de peixos de la família dels balitòrids i de l'ordre dels cipriniformes que es troba a les conques dels rius Chao Phraya, Mekong i Maeklong a Cambodja, Malàisia i Tailàndia.

## Taxonomia
- Tuberoschistura baenzigeri (Kottelat, 1983)[9]
- Tuberoschistura cambodgiensis (Kottelat, 1990)[10][11][12][13][14][15][16]

Tant Tuberoschistura baenzigeri com Tuberoschistura cambodgiensis apareixen a la Llista Vermella de la UICN.